# 1662
Епоха великих географічних відкриттів •  Ганза •  Річ Посполита •  Запорозька Січ •  Руїна

## Геополітична ситуація
Османську імперію очолює Мехмед IV (до 1687). Під владою османського султана перебувають Близький Схід та Єгипет, Середземноморське узбережжя Північної Африки, частина Закавказзя, значні території в Європі: Греція, Болгарія та Сербія. Васалами османів є Волощина та Молдова.
Священна Римська імперія — наймогутніша держава Європи. Її територія охоплює, крім німецьких земель, Угорщину з Хорватією, Богемію, Північну Італію. Її імператор — Леопольд I Габсбург (до 1705).
Габсбург Філіп IV Великий є королем Іспанії (до 1665). Йому належать Іспанські Нідерланди, південь Італії, Нова Іспанія, Нова Гранада та Нова Кастилія в Америці, Філіппіни. Королем Португалії проголошено Альфонса VI, хоча Іспанія це проголошення не визнає. Португалія має володіння в Бразилії, в Африці, в Індії, в Індійському океані й Індонезії.
Північ Нідерландів займає Республіка Об'єднаних провінцій. Вона має колонії в Північній Америці, Індонезії, на Формозі та на Цейлоні. Король Франції — Людовик XIV (до 1715). Король Англії — Карл II Стюарт (до 1685). Англія має колонії в Північній Америці та на Карибах. Король Данії та Норвегії — Фредерік III (до 1670), король Швеції — Карл XI (до 1697). На Апеннінському півострові незалежні Венеціанська республіка та Папська область. Королем Речі Посполитої є Ян II Казимир (до 1668).
Царем Московії є Олексій Михайлович (до 1676). Козацьку державу очолює Юрій Хмельницький. На півдні України існує Запорозька Січ. Існують Кримське ханство, Ногайська орда.
В Ірані правлять Сефевіди.
Значними державами Індостану є Імперія Великих Моголів, в якій править Аурангзеб, Біджапурський султанат, султанат Голконда, Віджаянагара. В Китаї править Династія Цін. В Японії триває період Едо.

## Події

### В Україні
- Кошовим отаманом Війська Запорозького обрано промосковськи орієнтованого Івана Величка-Босовського.

### У світі
- У Москві спалахнув Мідний бунт.

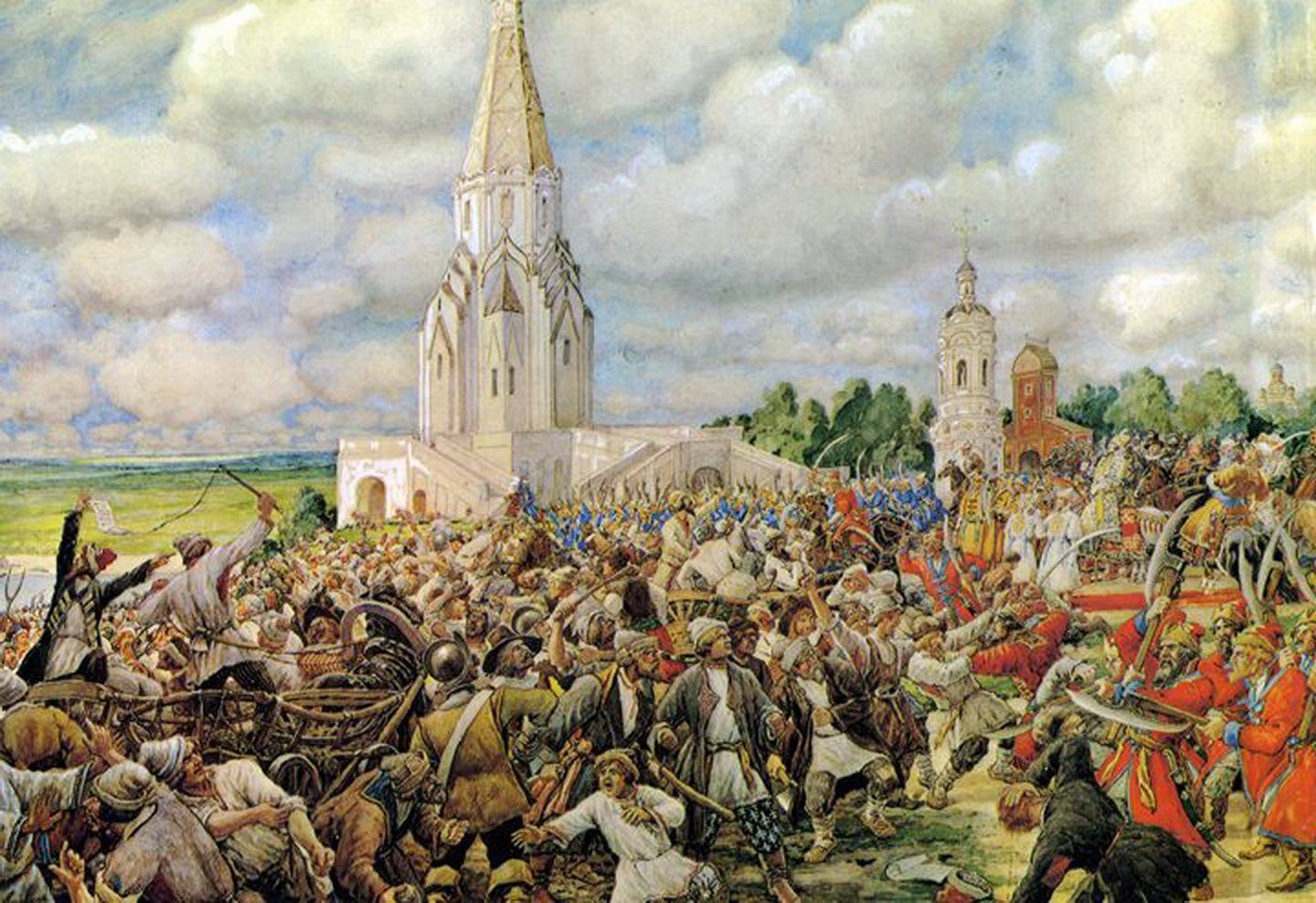
Мідний бунт. 1662. (Ернест Лісснер, 1938).

- У битві з османами поблизу Надьселеша загинув колишній князь Трансильванії Янош Кеминь.
- В Англії королівський акт зобов'язав узгодити всі богослужіння із «Книгою спільних молитов». Цим розпочалася чистка, за якої 2000 пуританських священників утратили право виконувати свої обов'язки.
- Англійський король Карл II продав Франції Дюнкерк за 400 тисяч фунтів.
- Сирійська католицька церква встановила унію з Римом.
- Китайський пірат Коксінґа захопив голландський форт Зеландія на Тайвані й установив там свою державу.
- Полководець У Саньґуй захопив у Бірмі останнього імператора династії Мін і власноручно його задушив.

## Наука та культура
- Роберт Бойль опублікував книгу «Nova experimenta physico-mechanica», в якій сформулював закон Бойля-Маріотта.
- Лондонське королівське товариство отримало королівську хартію і провело перше засідання.
- У Парижі з'явився публічний транспорт — омнібуси на 8 пасажирів. Експеримент тривав недовго.
- Відбулася прем'єра п'єси Мольєра «Школа дружин».
- Семюел Піпс записав у своєму щоденнику, що дивився лялькову виставу «Панч і Джуді».
- У Нюрнберзі засновано Академію мистецтв.

## Народились
див. також Категорія:Народились 1662

## Померли
див. також Категорія:Померли 1662
- 19 серпня — На 40-у році життя помер французький філософ, письменник, математик і фізик Блез Паскаль